# Embalse de Monteagudo
El embalse de Monteagudo es un embalse situado en el municipio de Monteagudo de las Vicarías, provincia de Soria. Es conocido popularmente como "el pantano". Recoge sus aguas del río Nágima. Su superficie es de 100 hectáreas.

## Acceso

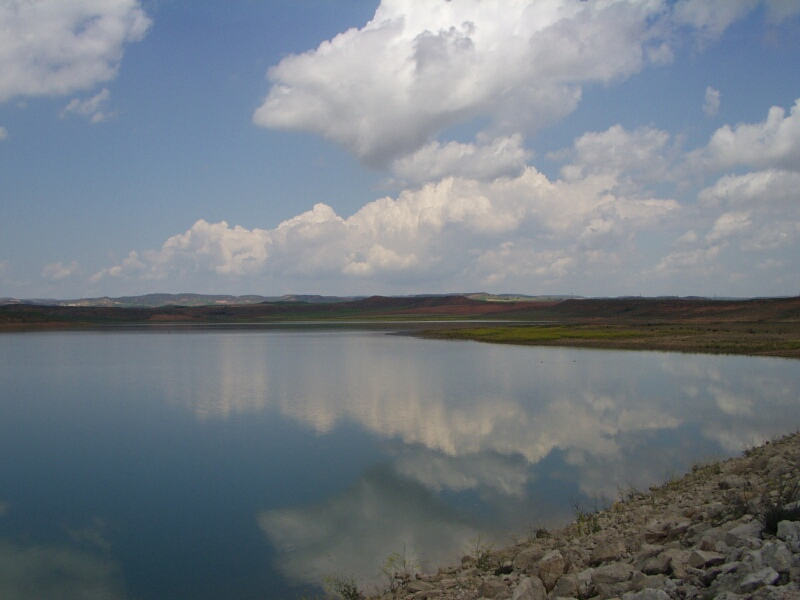
Nubes sobre el embalse

Para acceder a pie desde la ermita de Nuestra Señora de Bienvenida de Monteagudo de las Vicarías es preciso tomar el camino que hay a la izquierda, después de recorrer un kilómetro por dicho camino se llega al embalse.
Existen varios caminos para llegar al pantano en coche. El camino principal está indicado desde la carretera que une Monteagudo de las Vicarías con Fuentelmonge. Hay otra entrada desde la carretera de Monteagudo a Almazán.